# 指猴属
指猴属（学名：Daubentonia）是指猴科（Daubentoniidae）的唯一一属，为哺乳纲灵长目动物，仅知有两种：——现存的指猴（D. madagascariensis）及已灭绝的史前物种大指猴（D. robusta）。原生于馬達加斯加島，是当地特有的一属。